# Maratona de Barcelona
A Maratona de Barcelona é uma prova atlética de carácter popular que é disputada anualmente na cidade de Barcelona desde 1979, e na que os participantes devem percorrer uma distância de 42 195 metros pelas principais ruas da cidade. A prova acontece a cada ano, no segundo domingo do mês de março. 
Em 2014, a 34.ª edição da Maratona foi disputada no dia 16 de março por 14223 atletas que compareceram na linha de partida, 113 dos quais portugueses.
Em 2020, a prova, prevista para 15 de março e com 17 mil corredores inscritos foi adiada para 25 de outubro devido ao Surto de COVID-19. 

## Vencedores

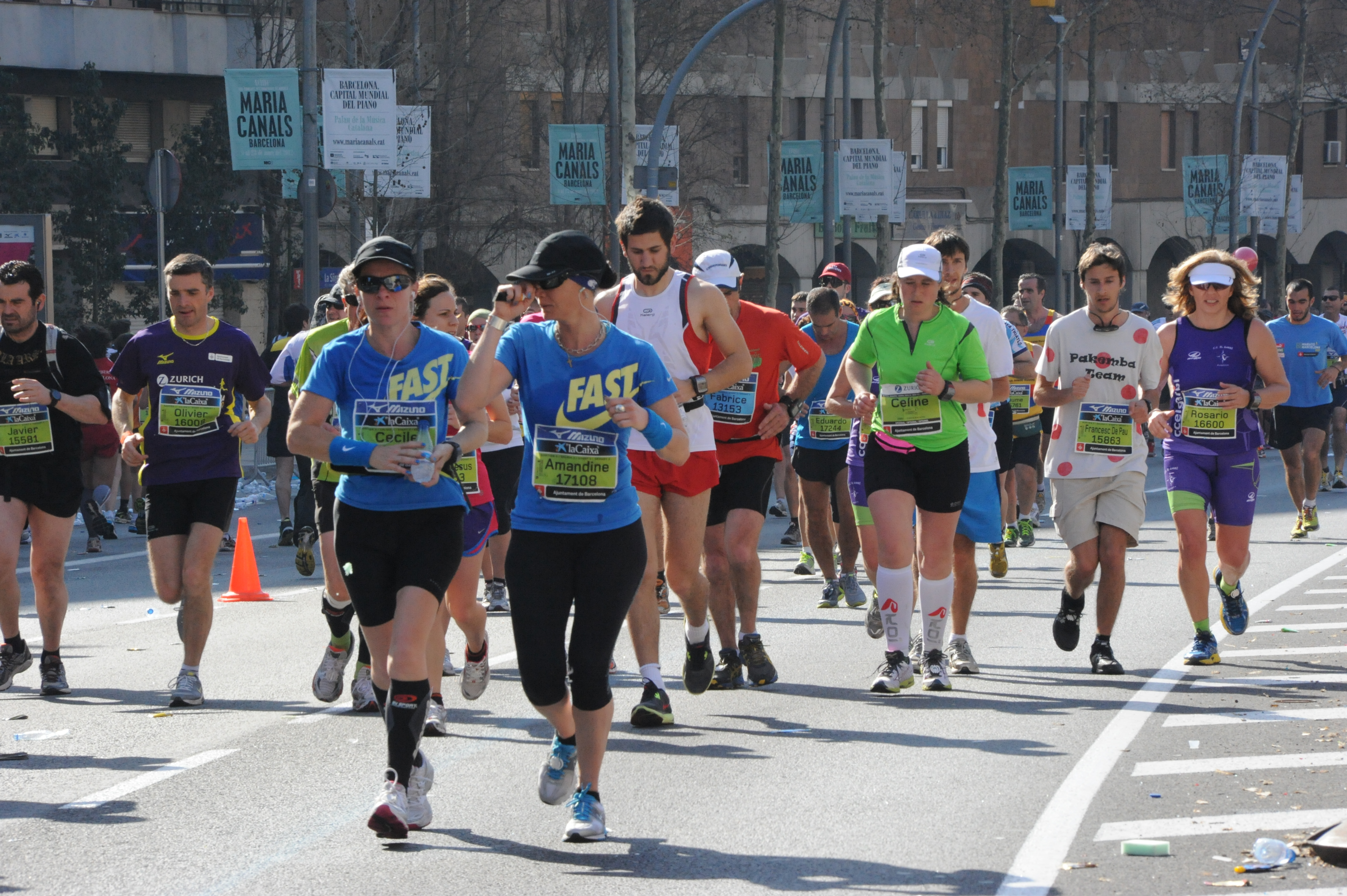
Maratona de Barcelona edição de 2012.

| Edição | Ano  | Vencedor masculino             | Tempo (h:m:s) | Vencedor feminino             | Tempo (h:m:s) |
| ------ | ---- | ------------------------------ | ------------- | ----------------------------- | ------------- |
| 1      | 1978 | David Patterson (USA)          | 2:23:15       | Matilde Gómez (ESP)           | 3:55:33       |
| 2      | 1979 | David Patterson (USA)          | 2:19:37       | Matilde Gómez (ESP)           | 3:18:48       |
| 3      | 1980 | Don Faircloth (GBR)            | 2:19:42       | Joaquima Casas (ESP)          | 3:09:53       |
| 4      | 1981 | Martin Knapp (GBR)             | 2:18:56       | Iciar Martínez (ESP)          | 2:47:12       |
| 5      | 1982 | Michael Pinocci (USA)          | 2:14:30       | Rita Borralho (POR)           | 2:46:58       |
| 6      | 1983 | Allan Zachariasen (DEN)        | 2:11:05       | Anna Domoratskaya (URS)       | 2:48:21       |
| 7      | 1984 | Werner Meier (SUI)             | 2:14:50       | Margaret Lockley (GBR)        | 2:41:42       |
| 8      | 1985 | Rafael Garcia (ESP)            | 2:18:16       | Joaquima Casas (ESP)          | 2:48:01       |
| 9      | 1986 | Frederik Vandervennet (BEL)    | 2:15:45       | Deborah Heath (GBR)           | 2:48:22       |
| 10     | 1987 | Pär Wallin (SWE)               | 2:13:59       | Joaquima Casas (ESP)          | 2:43:28       |
| 11     | 1988 | Fernando Diaz (ESP)            | 2:19:58       | Deborah Heath (GBR)           | 2:45:35       |
| 12     | 1989 | Doug Kurtis (USA)              | 2:16:37       | Martine van de Gehuchte (BEL) | 2:37:41       |
| 13     | 1990 | Allan Zachariasen (DEN)        | 2:16:30       | Elisenda Pucurull (ESP)       | 2:43:12       |
| 14     | 1991 | Kazuya Nishimoto (JPN)         | 2:16:32       | Satoe Minegishi (JPN)         | 2:38:37       |
| 15     | 1992 | John Burra (TAN)               | 2:12:46       | Maria Starovska (CZE)         | 2:34:07       |
| 16     | 1993 | Volmir Herbstrith (BRA)        | 2:13:25       | Emma Scaunich (ITA)           | 2:36:16       |
| 17     | 1994 | Benito Ojeda (ESP)             | 2:15:14       | Marina Ivanova (RUS)          | 2:40:30       |
| 18     | 1995 | Igor Tyazhkorov (RUS)          | 2:21:12       | Núria Pastor (ESP)            | 2:44:19       |
| 19     | 1996 | Benito Ojeda (ESP)             | 2:16:57       | Giselle Camilleri (MLT)       | 2:48:17       |
| 20     | 1997 | Abdeslam Serrokh (MAR)         | 2:12:53       | Ana Isabel Alonso (ESP)       | 2:30:06       |
| 21     | 1998 | Abdeslam Serrokh (MAR)         | 2:09:48       | Ana Isabel Alonso (ESP)       | 2:30:05       |
| 22     | 1999 | Daniel Kipcheru Komen (KEN)    | 2:16:24       | Eva Sanz (ESP)                | 2:37:56       |
| 23     | 2000 | William Musyoki (KEN)          | 2:12:18       | Griselda González (ESP)       | 2:31:12       |
| 24     | 2001 | Benedict Ako (TAN)             | 2:13:53       | Leone Justino da Silva (BRA)  | 2:40:32       |
| 25     | 2002 | Benjamin Rotich (KEN)          | 2:12:07       | Galina Zhulyeva (UKR)         | 2:40:33       |
| 26     | 2003 | Alberto Juzdado (ESP)          | 2:10:53       | Kenza Wahbi (MAR)             | 2:38:36       |
| 27     | 2004 | Driss Lakhaouja (MAR)          | 2:15:59       | Karin Schön (SWE)             | 2:42:54       |
| 28     | 2006 | Joseph Nguran (KEN)            | 2:12:36       | Haile Kebebush (ETH)          | 2:41:23       |
| 29     | 2007 | Johnstone Chebii Kemboi (KEN)  | 2:12:04       | Kristijna Loonen (NED)        | 2:42:03       |
| 30     | 2008 | Hosea Kipyego Kosgei (KEN)     | 2:14:42       | Mihret Tadesse (ETH)          | 2:42:17       |
| 31     | 2009 | Johnstone Chebii Kemboi (KEN)  | 2:14:01       | Tadelesh Debre (ETH)          | 2:39:43       |
| 32     | 2010 | Jackson Kipkoech Kotut (KEN)   | 2:07:30       | Debola Wudnesh (ETH)          | 2:31:50       |
| 33     | 2011 | Levi Matebo (KEN)              | 2:07:31       | Josephine Ambjörnsson (SWE)   | 2:45:31       |
| 34     | 2012 | Julius Chepkwony (KEN)         | 2:11:14       | Emily Samoei (KEN)            | 2:26:53       |
| 35     | 2013 | Gezahegn Abera Hunde (ETH)     | 2:10:17       | Lemelem Berha Yachem (ETH)    | 2:34:39       |
| 36     | 2014 | Getachew Abayu (ETH)           | 2:10:45       | Frasiah Nyambura (KEN)        | 2:32:26       |
| 37     | 2015 | Philip Cheruiyot Kangogo (KEN) | 2:08:16       | Aynalem Kassahun (ETH)        | 2:28:18       |